# Lojas Guido
Lojas Guido é uma empresa brasileira com sede em Maceió, no Estado de Alagoas. Foi fundada em 1958 por Antônio Faustino.
É atualmente a maior empresa de varejo fundada em Alagoas, perde somente para grandes empresas  de outros estados como Insinuante, Magazine Luiza etc. Possui  43 lojas localizadas nos estados de Alagoas, Pernambuco, Bahia e Sergipe.

## História
As Lojas Guido foi fundada em 1958 pelo Senhor Antônio Faustino, com o nome de "Casa Guido", na cidade de Maceió, recebeu este nome devido a um de seus filhos José Guido do Rego Santos, a loja vendia  rádios e eletrolas. Enfrentou diversas crises devido a inflações, regimes políticos e tributários.
A empresa se consolidou no estado de Alagoas, e nos anos 90 a empresa abria sua primeira loja o interior do estado e mudou seu nome para “Lojas Guido” abrindo unidades nas principais cidades do Estado, mais tarde a empresa abre lojas em Sergipe e Bahia. Em 2005 abre três novas lojas no interior de Sergipe.Atualmente inaugurou mais uma loja em Maceió no bairro do Jacintinho.

## Apoios
A Lojas Guido tem grande influência no esporte brasileiro como o grande apoio com patrocínios. Dentre os clubes de futebol patrocinados pela Lojas Guido estão:
- CRB, patrocinado pela Lojas Guido Maceió
- Penedense, patrocinado pela Lojas Guido Penedo
- CSA,  patrocinado pela Lojas Guido Maceió

## Número de lojas
- Alagoas - 27
- Sergipe - 7
- Bahia - 1
- Pernambuco - 8 [1]